# Ostatni wspólny przodek
Ostatni wspólny przodek − ostatni organizm, od którego pochodzą wszystkie organizmy z danej grupy (kladu). Z części jego bezpośredniego potomstwa wywodzą się niektóre z tych organizmów, z innej części pozostałe.
Wśród organizmów rozmnażających się płciowo definicję tę należy nieco zmodyfikować − ostatnim wspólnym przodkiem jest populacja, z której wywodzą się dane organizmy. Populacja ta następnie się podzieliła i z jej części wywodzą się niektóre z analizowanych organizmów, a z pozostałej części inne.
Ostatni wspólny przodek wszystkich żyjących na Ziemi organizmów to ostatni uniwersalny wspólny przodek.